# Neumann-Randbedingung
Eine Neumann-Randbedingung (nach Carl Gottfried Neumann) bezeichnet im Zusammenhang mit Differentialgleichungen (genauer: Randwertproblemen) Werte, die auf dem Rand des Definitionsbereichs für die Normalableitung der Lösung vorgegeben werden. Bei Neumann-Randwertproblemen werden nicht Funktionswerte, sondern Ableitungswerte vorgegeben. Weitere Randbedingungen sind beispielsweise Dirichlet-Randbedingungen (bei denen die Funktionswerte auf dem Rand vorgegeben sind) oder schiefe Randbedingungen.

## Gewöhnliche Differentialgleichung

### Das Neumannproblem
Im Falle einer gewöhnlichen Differentialgleichung ist der Definitionsbereich der Funktion ein abgeschlossenes Intervall. Folglich besteht der Rand des Definitionsbereiches nur aus dem rechten und dem linken Intervallende. Aufgrund der Freiheit in gewöhnlichen Differentialgleichungen sind Neumann-Randbedingungen nur für Gleichungen von zweiter oder höherer Ordnung sinnvoll. In diesem Fall sieht ein Neumannproblem, d. h. eine Differentialgleichung mit Neumann-Randbedingung folgendermaßen aus:
{\displaystyle y\in C^{2}(a,b)\cap C^{1}[a,b]}
{\displaystyle y^{\prime \prime }=f(x,y,y')}
{\displaystyle y^{\prime }(a)=\alpha ,\quad y'(b)=\beta }
Hierbei ist die rechte Seite {\displaystyle f} der Differentialgleichung eine vorgeschriebene Funktion, {\displaystyle \alpha } und {\displaystyle \beta } sind vorgeschriebene reelle Zahlen für die Werte der ersten Ableitung einer Lösung an den Intervallenden. Schließlich wird eine Lösung {\displaystyle y} aus der angegebenen Regularitätsklasse gesucht.

### Beispiel für eine gewöhnliche Differentialgleichung
Wir wählen als unser Intervall {\displaystyle [0,\pi ]} und betrachten das folgende Problem:
{\displaystyle y\in C^{2}(0,\pi )\cap C^{1}[0,\pi ]}
{\displaystyle y''=-y}
{\displaystyle y'(0)=0,\quad y'(\pi )=0}
Mit der Theorie der linearen gewöhnlichen Differentialgleichungen mit konstanten Koeffizienten erhalten wir zunächst als allgemeine Lösung der Differentialgleichung:
{\displaystyle y(x)=C\cos x+D\sin x}
mit der Ableitung
{\displaystyle y'(x)=-C\sin x+D\cos x}
und zwei frei wählbaren reellen Konstanten {\displaystyle C} und {\displaystyle D}. Wir benutzen die Randbedingungen, um diese Konstanten zu fixieren. Dabei erhalten wir ein lineares Gleichungssystem in den Unbekannten {\displaystyle C} und {\displaystyle D}:
{\displaystyle D=0,}
{\displaystyle -D=0.}
Bemerkenswerterweise ist dieses System nicht eindeutig lösbar, aber es ist für beliebiges reelles {\displaystyle C} eine Lösung gegeben durch
{\displaystyle y(x)=C\cos x.}

## Partielle Differentialgleichungen

### Das Neumannproblem
Bei einer partiellen Differentialgleichung ist die alleinige Angabe von Neumann-Randbedingungen nur für elliptische Gleichungen auf einem beschränkten Gebiet {\displaystyle \Omega \subset \mathbb {R} ^{n}} sinnvoll, da die anderen Typen auch Vorgaben der Anfangswerte benötigen. Dabei werden Neumann-Randbedingungen auf dem Rand des Gebietes {\displaystyle \partial \Omega } vorgeschrieben. Es wird also die Ableitung der Lösung in Richtung der äußeren Normalen vorgeschrieben. Damit die Ableitung in Richtung der äußeren Normalen an das Gebiet sinnvoll ist, muss dabei notwendig vorausgesetzt werden, dass es sich um einen {\displaystyle C^{1}}-Rand handelt.
Wir definieren hier das Neumannproblem für eine quasilineare partielle Differentialgleichung:
{\displaystyle u\in C^{2}(\Omega )\cap C^{1}({\overline {\Omega }})}
{\displaystyle \sum _{i,j=1}^{n}a_{ij}(x,u,\nabla u){\frac {\partial ^{2}}{\partial x_{i}\partial x_{j}}}u=f(x,u,\nabla u)}
{\displaystyle {\frac {\partial u(x)}{\partial \mathbf {n} }}=g(x),\qquad x\in \partial \Omega }
Hierbei stellt die Funktion {\displaystyle g\colon \partial \Omega \rightarrow \mathbb {R} } die vorgeschriebene Ableitung in Richtung der äußeren Normalen {\displaystyle \mathbf {n} (x)} an {\displaystyle \partial \Omega } von unserer Lösung dar. Allein die Frage nach der Lösbarkeit eines solchen Problemes ist sehr anspruchsvoll und steht im Mittelpunkt der aktuellen Forschung. Es ist auch sehr schwierig, eine allgemeingültige Lösungsmethode anzugeben.

### Ermittlung notwendiger Bedingungen
Es ist jedoch zu beachten, dass allein die Gültigkeit des gaußschen Integralsatzes eine weitere (notwendige) Bedingung an die Daten und an Lösungen unseres Neumannproblems darstellt. Wir haben hierzu lediglich den gaußschen Integralsatz auf das Vektorfeld {\displaystyle f(x)=\nabla u(x)} anzuwenden.
Wenn wir beispielsweise eine Lösung eines einfachen linearen Neumannproblems mit dem Laplace-Operator {\displaystyle \Delta } betrachten:
{\displaystyle u\in C^{2}(\Omega )\cap C^{1}({\overline {\Omega }})}
{\displaystyle \Delta u(x)=f(x),\qquad x\in \Omega }
{\displaystyle {\frac {\partial u(x)}{\partial \mathbf {n} }}=g(x),\qquad x\in \partial \Omega ,}
so erhalten wir unter Anwendung des gaußschen Integralsatzes die Bedingung an die Daten {\displaystyle f} und {\displaystyle g}:
{\displaystyle \int _{\Omega }f(x)\,d^{n}x=\int _{\Omega }\operatorname {div} \nabla u(x)\,d^{n}x=\oint _{\partial \Omega }\nabla u(x)\cdot \mathbf {n} (x)\,d^{n-1}\sigma (x)=\oint _{\partial \Omega }g(x)\,d^{n-1}\sigma (x).}
Folglich ist die Gültigkeit der Gleichung
{\displaystyle \int _{\Omega }f(x)\,d^{n}x=\oint _{\partial \Omega }g(x)\,d^{n-1}\sigma (x)}
notwendig für die Lösbarkeit dieses Neumannproblems. Bei anderen Problem ist es gegebenenfalls hilfreich geeignete andere Vektorfelder zu betrachten.

### Beispiel für eine partielle Differentialgleichung
Wir betrachten in diesem Beispiel auf dem Gebiet {\displaystyle \Omega =(0,\pi )^{n}=\{x=(x_{1},...,x_{n})\in \mathbb {R} ^{n}\,:\,0<x_{i}<\pi ,\quad i=1,\dots ,n\},} mit dem regulären Rand
{\displaystyle \delta \Omega =\{x=(x_{1},...,x_{n})\in \partial \Omega \,:\,} für genau ein {\displaystyle i_{0}\in \{1,...,n\}} gilt {\displaystyle x_{i_{0}}\in \{0,\pi \}\}}
das folgende Randwertproblem:
{\displaystyle u\in C^{2}(\Omega )\cap C^{0}({\overline {\Omega }})}
{\displaystyle \Delta u(x)=-nu(x),\qquad x\in \Omega }
{\displaystyle {\frac {\partial u(x)}{\partial \mathbf {n} }}=0,\qquad x\in \partial \Omega .}
Hierbei bezeichnet {\displaystyle \Delta } den Laplace-Operator. Zunächst stellen wir fest, dass {\displaystyle u\equiv 0} eine Lösung des Problems ist. Um weitere Lösungen zu finden, können wir rein formal dem Beispiel zu Dirichlet-Randbedingungen partieller Differentialgleichungen folgen, und erhalten nach einem Produktansatz:
{\displaystyle u(x)=D\prod _{k=1}^{n}\cos(x_{k}).}
Wir müssen aber beachten, dass wir hier eigentlich nicht die Nullstellenfreiheit von {\displaystyle u} fordern können, da die Cosinusfunktion bekanntermaßen eine Nullstelle bei {\displaystyle {\tfrac {\pi }{2}}} hat. Das bedeutet, dass wir nicht wissen, ob unsere formale Lösung auch wirklich Lösung unseres Neumannproblems ist. Wenn wir dies aber einsetzen, stellen wir fest, dass wir Glück haben und unser {\displaystyle u} tatsächlich Lösung unseres Problems ist.

## Verallgemeinerung für partielle Differentialgleichungen
Häufig ist es ratsam, allgemeinere Randwertprobleme wie
{\displaystyle u\in C^{2}(\Omega )\cap C^{1}({\overline {\Omega }})}
{\displaystyle \sum _{i,j=1}^{n}a_{ij}(x,u,\nabla u){\frac {\partial ^{2}}{\partial x_{i}\partial x_{j}}}u=f(x,u,\nabla u)}
{\displaystyle {\frac {\partial u(x)}{\partial \mathbf {\nu } }}=g(x),\qquad x\in \partial \Omega }
zu betrachten. In diesem Fall ist {\displaystyle {\tfrac {\partial }{\partial \mathbf {\nu } }}} eine Richtungsableitung in eine äußere Richtung. Das heißt, es gilt {\displaystyle \mathbf {\nu } (x)\cdot \mathbf {n} (x)>0} für alle {\displaystyle x\in \partial \Omega }. Wir beachten aber, dass der Richtungsvektor {\displaystyle \mathbf {\nu } (x)} ein Datum des Problems ist.

## Dirichlet-to-Neumann-Operator
Der Dirichlet-to-Neumann-Operator ist ein elliptischer, selbstadjungierter Pseudodifferentialoperator der Ordnung {\displaystyle 1}, der die Dirichlet-Randbedingungen auf die Neumann-Randbedingungen abbildet.